# 盧道倫
盧道倫，五代十国僧人，即僧赞圣，新州新兴（今广东省新兴县）人。
他童年出家，游历云门山，以洪智为师。后来返回新州，住在延长山，移住龙境山法相禅院，无疾而终。县人集资帮助其徒修塔掩埋。三年后，塔身自裂，据说其身皮肉作金色。南汉后主劉鋹追赠他为洪直广福赞圣大师。